# Windisch
Windisch is een plaats in Zwitserland. Vanuit hier is de Rijn bevaarbaar.

## Geschiedenis
In 298, toen het Romeinse Rijk nog bestond, vond hier de Slag bij Vindonissa plaats.
In de gemeente bevindt zich het voormalige klooster Königsfelden van de clarissen en franciscanen, dat door Elisabeth van Karintië, de vrouw van Albrecht van Habsburg, werd gesticht. Hun tweede dochter Agnes van Oostenrijk sloot zich in 1317 op 36-jarige leeftijd bij dit klooster aan, en gaf opdracht tot de bouw van de kloosterkerk. Ze stierf er uiteindelijk zelf in 1364, op 83-jarige leeftijd.

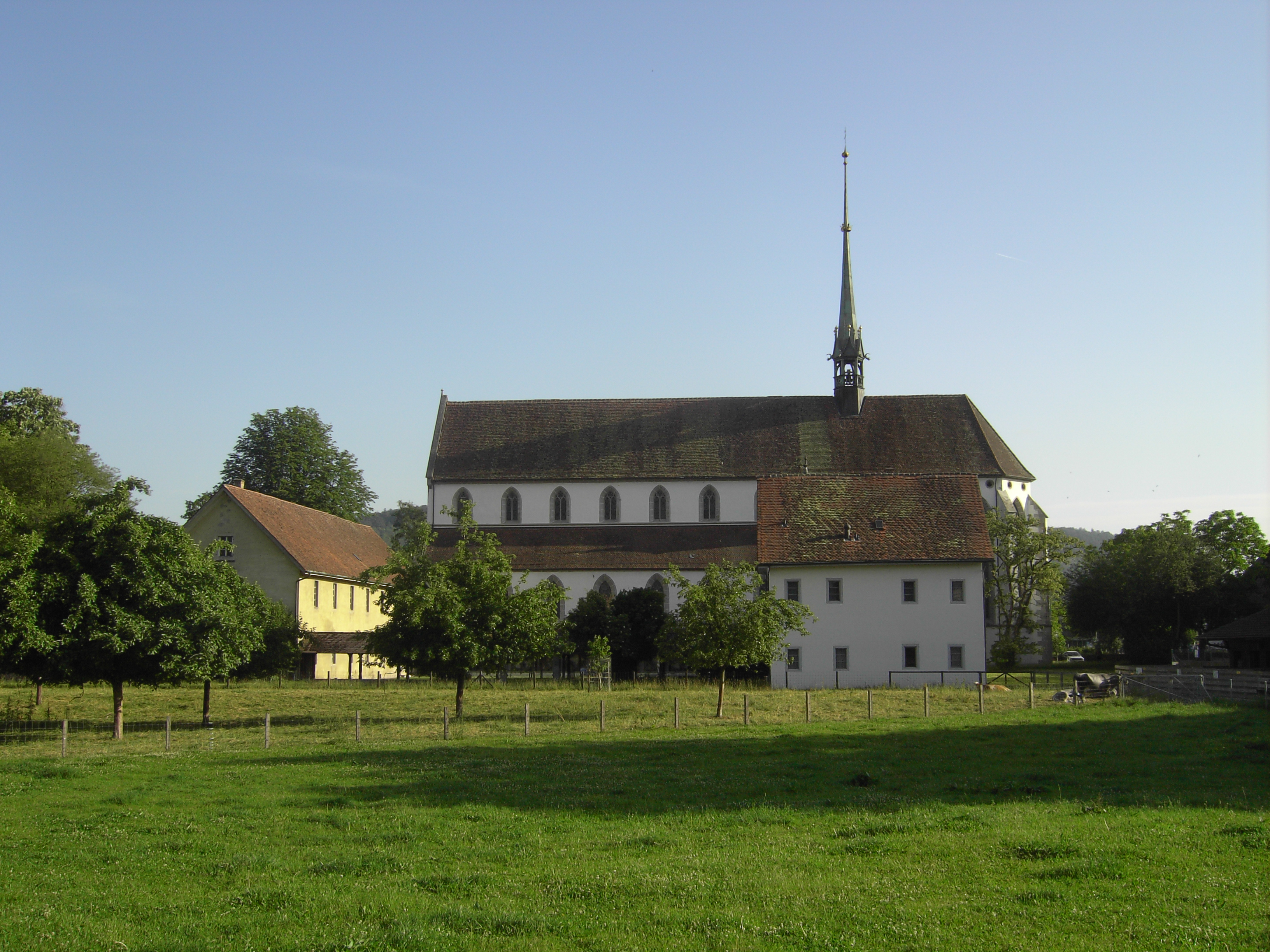
Kloosterkerk Königsfelden

## Bevolkingsontwikkeling
Auenstein · Birr · Birrhard · Bözberg · Brugg · Habsburg · Hausen (AG) · Lupfig · Mandach · Mönthal · Mülligen · Remigen · Riniken · Rüfenach · Schinznach · Thalheim (AG) · Veltheim (AG) · Villigen · Villnachern · Windisch
- Gemeinsame Normdatei: 4066271-8
- Historisch woordenboek van Zwitserland: 001715
- MusicBrainz: 69a75257-0184-4fac-bed7-3b50e635a930
- Nationale Bibliotheek van Tsjechië: ge1155475
- Virtual International Authority File: 167542847